# (8323) Krimigis
(8323) Krimigis – planetoida z pasa głównego asteroid okrążająca Słońce w ciągu 4 lat i 158 dni w średniej odległości 2,7 au. Została odkryta 17 października 1979 roku w Lowell Observatory (Anderson Mesa Station) przez Edwarda Bowella. Nazwa planetoidy pochodzi od Stamatiosa Krimigisa (ur. 1938), dyrektor Departamentu Space Applied Physics Laboratory na Uniwersytecie Johna Hopkinsa, specjalisty w dziedzinie fizyki promieniowania słonecznego, międzyplanetarnego i magnetosferycznego. Przed nadaniem nazwy planetoida nosiła oznaczenie tymczasowe (8323) 1979 UH.